# Ligue Libérale
De Ligue Libérale (Duits: Luxemburger Liberalen Liga, Nederlands: Liberale Liga), was een Luxemburgse liberale partij. De partij was de voorloper van de huidige Demokratesch Partei (Democratische Partij). De Demokratesch Partei is sinds het einde van de Tweede Wereldoorlog een van de drie grote partijen in Luxemburg (samen met de Chrëschtlech Sozial Vollekspartei en de Lëtzebuerger Sozialistesch Aarbechterpartei).
De Ligue Libérale (LL) werd, onder impuls van de advocaat Robert Brasseur, op 17 januari 1904 opgericht in de Villa Louvigny. Alphonse Munchen werd tot voorzitter gekozen. Het was de eerste keer in de Luxemburgse geschiedenis dat de liberalen, sinds de 19e eeuw aan de macht, zich in partijverband organiseerden. Niettemin sloten leidende liberalen zoals premier Paul Eyschen en minister Victor Thorn zich niet aan bij de LL. Premier Eyschen steunde de LL echter wel en kon gewoonlijk rekenen op haar vanuit de Kamer van Afgevaardigden. De voornaamste programmapunten van de LL waren het terug dringen van de macht en invloed van de Rooms-Katholieke Kerk in het publieke domein en de oprichting van staatsscholen.
De LL steunde vooral op de hogere klasse en de middenklasse. Desondanks sloot men in 1908 een op het eerste gezicht vreemd ogende alliantie met de Sozialdemokratesch Partei vu Lëtzebuerg (Sociaaldemocratische Partij van Luxemburg). De alliantie, het Bloc des Gauches (Linkse Blok) genaamd, streefde voornamelijk naar de verdere secularisatie van de staat en het onderwijs. De secularisatie van het onderwijs (dat wil zeggen de stichting van staatsscholen) was de belangrijkste inzet van het Bloc des Gauches bij de parlementsverkiezingen van 1908, 1911 en 1912. De stichting van staatsscholen vond uiteindelijk in 1913 plaats. Een ander belangrijk programmapunt van de LL was de invoering van het algemeen kiesrecht. Dit stuitte echter op de onwil, niet alleen van de conservatieven (Parti de la Droite), maar ook op die van de partijloze "oud" liberalen. Uiteindelijk werd het algemeen kiesrecht in 1918 geïntroduceerd. De introductie van het algemeen kiesrecht (ook voor vrouwen) luidde echter het einde in van de liberale hegemonie in Luxemburg en betekende de groei van de volkspartijen. Een gang van zaken die zich ook elders in Europa voltrok (w.o. Nederland) na de invoering van het algemeen kiesrecht. De LL bleef echter een partij van betekenis in Luxemburg en nam deel aan de eerste twee kabinetten-Reuter en het tweede kabinet-Prüm.
De LL viel in 1925 uiteen in twee partijen: De Radicaal-Socialistische Partij (Parti Radical-Socialiste) en de Linkse Liberalen (Gauche Libérale). In 1928 scheidde een groep zich van de PRL af en vormde de Radicale Partij (Parti Radical). De drie partijen herenigden zich in 1932 onder de naam Radicaal-Liberale Partij. Deze partij werd na de Tweede Wereldoorlog op haar beurt afgelost door de huige liberale partij, de Demokratesch Partei (Democratische Partij).

## Verkiezingsresultaten1918-1922
| 1918 | 10 | 53 |
| 1919 | 7  | 48 |
| 1922 | 9  | 48 |

## Voorzitter
- Alphonse Munchen — 1904 - ?

## Verwijzingen
1. ↑  Tatsachen aus der Geschichte des Luxemburger Landes, door: Dr. P.J. Muller (1968), blz. 325
2. ↑  DP.lu - Méi no, Méi blo!
3. ↑  Tatsachen aus der Geschichte des Luxemburger Landes, door: Dr. P.J. Muller (1968), blz. 337
4. ↑  Ondanks de naam suggereert een burgerlijk liberale partij
5. ↑  Deze partij nam van 1926 tot 1932 deel aan het eerste kabinet-Bech
6. ↑  https://web.archive.org/web/20071011190407/http://dp.lu/leparti/04_histoire.php (in het Duits)